# Nyctemera tenuifascia
Nyctemera tenuifascia är en fjärilsart som beskrevs av Pieter Cornelius Tobias Snellen 1898. Nyctemera tenuifascia ingår i släktet Nyctemera och familjen björnspinnare. Inga underarter finns listade i Catalogue of Life.